# دوروتی لیتون
دوروتی لیتون (انگلیسی: Dorothy Layton؛ ‏ ۱۳ اوت ۱۹۱۲ – ۴ ژوئن ۲۰۰۹) بازیگر اهل ایالات متحده آمریکا بود. وی بین سال‌های ۱۹۳۱ تا ۱۹۳۳ میلادی فعالیت می‌کرد.
از فیلم‌هایی که وی در آن‌ها نقش داشته‌است، می‌توان به زحمت را کم کن، بیمارستان ولایت، شامپانزه و پیامدهای کارهای گذشته اشاره نمود.